# Ángel Miolán
Ángel Miolán (28 de diciembre de 1912 - 16 de abril de 2010) fue un político, fundador del Partido Revolucionario Dominicano y precursor de la industria turística en República Dominicana. Padre del turismo dominicano.

## Biografía
Nació en Dajabón y realizó sus estudios básicos y secundarios en Santiago de los Caballeros. Entre 1927 y 1930 vivió en Haití.
En 1934 participó en una conspiración para matar a Rafael Leónidas Trujillo, intento frustrado que llevó a Miolán a escapar por mar en una pequeña embarcación que llegó hasta Cabo Haitiano. En Haití fue apresado durante 4 meses y luego condenado por el gobierno de Trujillo a 90 años de prisión. Va al exilio hacia Venezuela, México, Costa Rica y por último a Cuba donde conoció a Juan Bosch y fundó en 1939 el Partido Revolucionario Dominicano (PRD).
Tras la caída de Trujillo presidió la Comisión Política del PRD para la llegada del mismo a la República Dominicana, jugando un papel de suma importancia en las elecciones presidenciales del 1962 en las que el PRD resultó vencedor.
Desde 1966 hasta el 1978 fue funcionario del gobierno dominicano y de 1986 hasta 1990 fue senador de la provincia de Dajabón. Durante su gestión se promulga la Ley Orgánica de Turismo, la Ley de Incentivos Turísticos y los Financiamientos Turísticos.
Ángel Miolán también instaló la primera escuela de turismo del país, donde impartió clases a los estudiantes como profesor.